# Olyckan vid Stora Hammarsundet 1828
Olyckan vid Stora Hammarsundet var en olycka som inträffade i Stora Hammarsundet, cirka 10 km söder om Askersund den 28 april 1828, då färjan över sundet stjälpte och 25 människor drunknade, av vilka 20 var från Hammars socken.

## Händelseförlopp
Färjan avgick vid 6-tiden på kvällen från norra sidan av Stora Hammarsundet och var tungt lastad med folk som var på hemväg från marknaden i Askersund. Dessutom fanns på färjan boskap och åkdon. Innan man hunnit halvvägs brast färjelinan, varvid en oxe vid främre stäven föll överbord. Flera människor skyndade fram för att dra upp oxen, med följd att färjan fick slagsida och trycktes ner under vattenytan på den punkt "där hon bort lättas". Färjan sjönk ner i sundets vatten .
11 personer kunde rädda sig upp i den medföljande båten. 17 andra räddades dels av ankommande båtar, dels genom att hänga sig fast vid de simmande kreaturen. Emellertid drunknade 25 personer (20 från Hammar, tre från Motala och två från Godegård).

## Orsak
Som orsak till olyckan angavs, förutom att färjan varit nedlastad, att den var i ett uselt skick, då den låg i sjön för femte året i rad och att den inte rensats samt att dess lina var svag.

## Följder
Genom olyckan upplöstes åtta äktenskap och 20 minderåriga barn blev fader- eller moderlösa.
Gamla Hammarsbor har berättat att en lantbrukare räddat sig genom att hålla sig fast i svansarna på sina två oxar som han hade med sig. Oxarna simmade till stranden vid Hjälmarsnäs, halvannan kilometer nordost om Hammars kyrka, och han räddades på så sätt, liksom även en bondhustru blev räddad på liknande sätt. Hon var bosatt på torpet Uppsala i Hammars socken (Mellan Hammar och Zinkgruvan).